# Chapeau (Allier)
Chapeau település Franciaországban, Allier megyében. Lakosainak száma 236 fő (2022. január 1.). Chapeau Mercy, Montbeugny, Neuilly-le-Réal, Thiel-sur-Acolin és Vaumas községekkel határos.

## Népesség
A település népességének változása:
| Lakosok száma | 329  | 300  | 264  | 219  | 228  | 230  | 232  | 237  | 237  | 236  |
|               | 1968 | 1982 | 1990 | 2006 | 2013 | 2015 | 2017 | 2019 | 2020 | 2022 |